# Typhon Rai
Pour les articles homonymes, voir Rai.
Le typhon Rai, connu aux Philippines sous le nom de typhon Odette, est la vingt-deuxième tempête tropicale et le neuvième typhon de la saison cyclonique 2021 dans l'océan Pacifique nord-ouest. Rai est devenu le premier super typhon de catégorie 5 depuis Nock-ten à se former au mois de décembre et le troisième super typhon de catégorie 5 à exister dans la mer de Chine méridionale après Pamela de 1954 et Rammasun de 2014. Il a traversé les Philippines y provoquant la mort d'au moins 388 personnes et d'importants dégâts dus aux vents qui ont dépassé les 250 km/h,.

## Évolution météorologique

Boucle d'images radar montrant Rai touchant les Philippines.

Le système est né d'une perturbation tropicale près de l'équateur le 9 décembre qui s'est dissipé le lendemain s'est redéveloppé ultérieurement. La perturbation s'est lentement transformé en une dépression tropicale le 12 décembre puis en tempête tropicale, nommée Rai par l'Agence météorologique du Japon (JMA), le lendemain avant de passer au sud de l'atoll de Ngulu.
Après être passé près de Palaos, causant un impact inconnu, Rai est entré dans la zone de responsabilité des Philippines durant la nuit du 14 décembre, alors que l'Administration des services atmosphériques, géophysiques et astronomiques des Philippines (PAGASA) l'a baptisée « Odette ». Le lendemain, le JMA et le Joint Typhoon Warning Center (JTWC) ont tous deux augmenté l'intensité du système jusqu'à un typhon équivalent à la catégorie 1 dans l'échelle de Saffir-Simpson alors qu'un œil cyclonique apparu.
À l'approche des Philippines, Rai s'est rapidement intensifié en un super typhon de catégorie 5 juste avant toucher la côte de Siargao. Il s'est ensuite affaibli lentement mais régulièrement au fur et à mesure qu'il traversait les Visayas puis sortit sur la mer de Sulu. Après avoir touché terre pour la dernière fois sur Palawan, le typhon a continué de s'affaiblir avant de se réintensifier de manière inattendue en typhon équivalent de catégorie 5 le 18 décembre à l'approche du Vietnam. Rai a de nouveau été déclassé le lendemain en tournant vers le nord. Il est devenu une dépression post-tropicale le 21 décembre au large de la côte chinoise et s'est dissipé le lendemain à l'ouest de Taïwan.

## Impacts

### Philippines
|                   |       |        |  |  |  |
| Provinces         | Morts | Réf.   |  |  |  |
| Bohol             | 105   | [ 4 ]  |  |  |  |
| Cebu              | 96    | [ 5 ]  |  |  |  |
| Negros oriental   | 74    | [ 6 ]  |  |  |  |
| Negros occidental | 40    | [ 6 ]  |  |  |  |
| Leyte du Sud      | 24    | [ 7 ]  |  |  |  |
| Palawan           | 22    | [ 8 ]  |  |  |  |
| Surigao du Nord   | 18    | [ 9 ]  |  |  |  |
| Îles Dinagat      | 14    | [ 10 ] |  |  |  |
| Total             | 393   |        |  |  |  |
|                   |       |        |  |  |  |

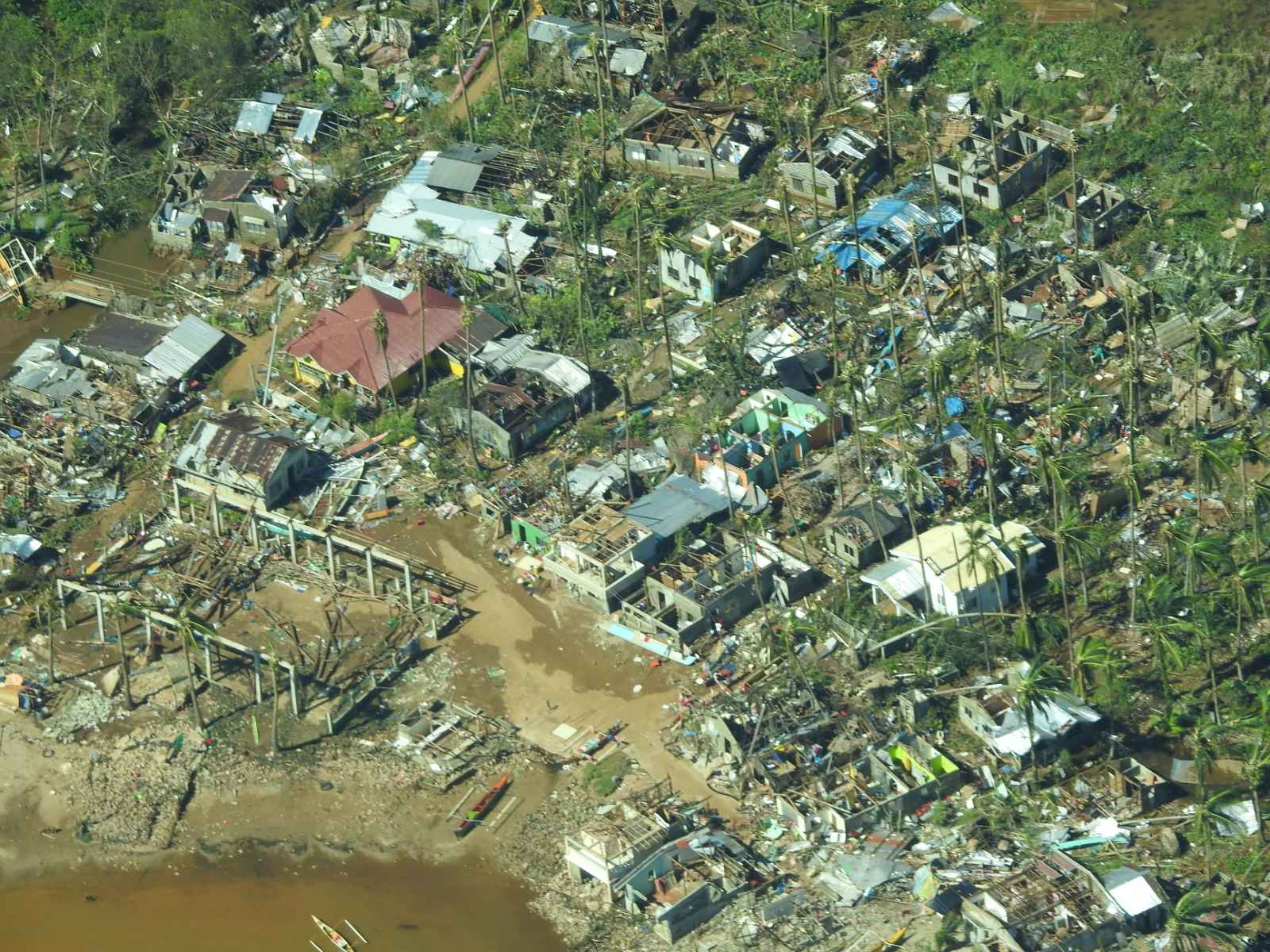
Vue aérienne des dégâts à Surigao dans les Visayas le 17 décembre 2021.

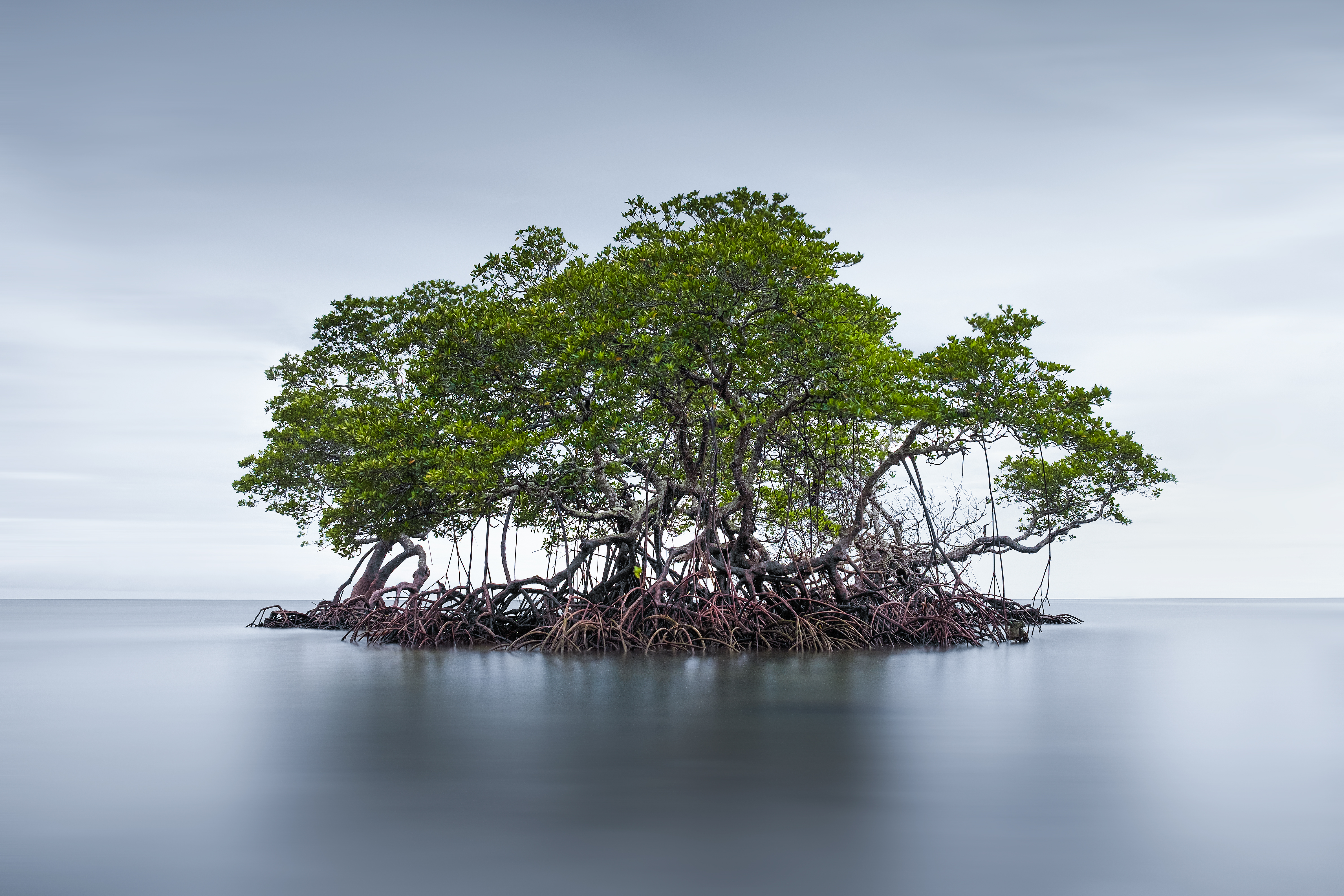
Une mangrove survivante au typhon Rai près d'une plage de la ville de Sipalay aux Philippines. Mai 2022.

Les Nations unies estimèrent que 13 millions de personnes ont été touchées d'une manière ou d'une autre,. La nuit du 17 décembre, l'agence des urgences a donné un compte-rendu au président philippin, Rodrigo Duterte où il était noté que de nombreuses provinces demandaient l'aide, en particulier celle de Cebu.
Plus de 100 000 personnes ont été évacuées vers un terrain plus élevé lorsque les inondations se sont produites. Des vents violents et des pluies torrentielles ont touché dans l'ensemble des Visayas avec des vagues déferlantes sur les côtes. Un journaliste a rapporté que le bâtiment où se trouvait avec son équipe avait subi des dommages comparables au typhon Haiyan. Après le passage de Rai sur la région, plusieurs municipalité ont été isolée. Presque tous les Visayas ont été laissés sans électricité, selon le ministère de l'Énergie (DOE).
De nombreuses provinces de Mindanao ont également été gravement touchées par le typhon. À Cagayan de Oro, malgré les eaux tumultueuses, les équipes de secours ont continué à sauver de nombreuses personnes des inondations. L'onde de tempête a également touché les boulevards côtiers de Surigao del Norte tandis que la rivière Mandulog à Iligan a débordé. Plus au sud, il a également causé de grosses vagues sur Cateel. La rivière Cagayan de Oro a également débordé, provoquant l'inondation presque complète de plusieurs maisons.
La ville de Surigao a été privée d'électricité et de communications tandis que des dizaines d'arbres ont rendu les routes impraticables. De nombreux bâtiments de la région ont également été dévastés et l'impact global de Rai dans la région a été décrit comme « généralisé ». L'approvisionnement en eau potable est devenu un problème dans la ville alors que presque toutes les maisons côtières ont été détruites par l'onde de tempête du typhon. Le maire de la ville de Surigao a également estimé que 100 % de la zone était dévastée, appelant également à l'aide du gouvernement.
Une aide a également été demandée par la province de Bohol, où un chef du Bureau provincial de réduction et de gestion des risques de catastrophe (PDRRMO) a décrit la Rai comme « l'une des pires jamais enregistrées pour la province ». De nombreuses zones de l'île ont été gravement inondées, dont Loboc parmi les plus touchées. Toute la province a également perdu des services d'électricité. Un terminal à l’aéroport de Siargao a été totalement détruit. Certaines zones de Kabankalan, au Negros occidental, ont également été inondées en raison du débordement d'une rivière. Le gouverneur de Surigao a observé que plus de 99 % de la population de Surigao étaient touchés et les opérations aériennes des garde-côtes des Philippines ont démontré la dévastation totale de l'île.
Aux îles Dinagat on estime que 95 % des maisons ont perdu leur toit et les abris d'urgence ont été détruits. Au moins 332 000 personnes ont été évacuées. Dans le nord de l'île de Palawan, où Rai a touché terre pour la dernière fois, de nombreuses maisons ont été abattues et des arbres ont obstrué plusieurs routes. De nombreux endroits de la province, y compris la grande ville de Puerto Princesa, ont été privés d'électricité, d'approvisionnement en eau et de télécommunication. 630 000 personnes ont été déplacées dont 438 000 dans 2 841 centres d'évacuation.

### Vietnam
Rai a fait des ravages dans les îles Spratleys vietnamiennes. Une tour d'observation à Southwest Cay a enregistré des vents soutenus jusqu'à 180 km/h et une rafale de 200 km/h durant l'après-midi du 18 décembre avant d'être renversée. La tempête a détruit 500 m2 de tuiles de toit de maisons, 27 batteries solaires, 400 m2 de terres agricoles et a fait tomber 90 % des arbres de l'île sans signaler de victimes,.
Rai a commencé à affecter la côte vietnamienne la nuit suivante, avec des vents moyens soufflant de 65 à 90 km/h et de fortes précipitations de Hué à la province de Khánh Hòa. Les accumulations ont varié de 100 à 200 mm et à certains endroits ont a enregistré jusqu'à 300 mm de pluie.
Dans la province de Nghệ An, deux membres d'équipage d'un bateau de pêche ont été portés disparus dans les eaux au large de l'île de Bạch Long Vĩ. Le 19 décembre, un pêcheur a été retrouvé mort à Tuy Phong alors que cinq navires ont chaviré et trois autres ont été endommagés au large de la province de Bình Thuận.